# Amtsgericht Blankenhain
Das Amtsgericht Blankenhain (bis 1879 Justizamt Blankenhain) war ein von 1850 bis 1949 bestehendes Gericht der ordentlichen Gerichtsbarkeit mit Sitz in der thüringischen Stadt Blankenhain.

## Geschichte
In der Folge der Revolution von 1848 kam es auch im Großherzogtum Sachsen-Weimar-Eisenach zu einer Reform des Staatsaufbaus. So wurden 1850 die bisherigen Ämter aufgehoben und durch Bezirksdirektionen, Justizämter und Rechnungsämter ersetzt, außerdem wurde die Patrimonialgerichtsbarkeit abgeschafft. Auf dem Gebiet des Amts Blankenhain entstand dabei ein neues Untergericht namens Justizamt Blankenhain, bestehend
- einerseits aus den direkt zugeordneten Ortschaften Altdörnfeld, Blankenhain, Egendorf, Göttern, Großlohma, Hochdorf, Kiliansroda, Kleinlohma, Kottenhain, Krakau (Gut), Krakendorf, Kranichfeld, Lengefeld, Linda (Gut), Liskau (Gut), Loßnitz, Lotschen, Magdala, Maina, Mechelroda, Mohrenthal, Müllershausen (Jägerhaus), Neckeroda, Neudörnfeld, Niedersynderstedt, Obersynderstedt, Oettern, Ottstedt bei Magdala, Rettwitz, Rittersdorf, Rottdorf, Schwarza, Söllnitz, Stedten, Thangelstedt, Tromlitz und Wittersroda;
- andererseits aus der Justizamtskommission Remda mit den nach der 1874 erfolgten Aufhebung[4] dieser Kommission dem Justizamt Blankenhain ebenfalls direkt unterstellten Orten Altremda, Breitenheerda (mit Tännich), Dienstedt, Haufeld, Heilsberg, Kirchremda, Remda und Sundremda (mit Kleinhettstedt und Kleinliebringen).

Infolge der Auflösung des Justizamtes Berka am 30. Juni 1878 erweiterte sich der Bezirk des Justizamtes Blankenhain um die Gemeindebezirke Berka a./I. mit München, Buchfart, Hetschburg, Hohenfelden, Nauendorf, Saalborn, Tannroda mit Böttelborn und Kottendorf, Tiefengruben und Tonndorf. Mit Inkrafttreten des Gerichtsverfassungsgesetzes am 1. Oktober 1879 wurde das Justizamt zum Amtsgericht Blankenhain, das dem gleichzeitig errichteten Landgericht Weimar zugeordnet wurde. Der Bezirk des Blankenhainer Gerichtes blieb derselbe.
Die im Zuge der Bildung des Freistaates Thüringen nötig gewordene Justizreform führte am 1. Oktober 1923 dazu, dass die Jurisdiktion über die Orte Altremda, Heilsberg, Kirchremda, Remda und Sundremda dem Amtsgericht Rudolstadt, die Rechtsprechung in Oettern dem Amtsgericht Weimar, die Justizhoheit über Dienstedt dem Amtsgericht Stadtilm und die Gerichtsbarkeit in Wittersroda dem Amtsgericht Kahla übertragen wurden. Gleichzeitig erhielt das Amtsgericht Blankenhain die ehedem zu Sachsen-Meiningen zählenden Orte Barchfeld (Kranichfeld), Riechheim und Treppendorf aus dem Bezirk des Amtsgerichtes Saalfeld sowie die ehedem zu Sachsen-Altenburg gehörigen Gemeinden Keßlar und Meckfeld aus dem Bezirk des Amtsgerichtes Kahla.
Vom 1. September 1949 an gehörte das Amtsgericht Blankenhain noch einen Monat zum Bezirk des Landgerichtes Erfurt. Am 1. Oktober 1949 wurden das Amtsgericht Blankenhain aufgehoben und sein gesamter Bezirk mit Ausnahme des Ortes Riechheim, der an das Amtsgericht Erfurt ging, dem Amtsgericht Weimar zugeteilt.